# Jonathan Tunick
Jonathan Tunick est un compositeur, directeur musical et orchestrateur américain, né le 19 avril 1938 à New York. Il fait partie des professionnels de l'industrie du spectacle ayant reçu un Emmy, un Grammy, un Oscar et un Tony durant leur carrière.

## Jeunesse et formation
Jonathan Tunick naît à New York et grandit dans l'Upper West Side. Il est scolarisé dans une école alternative, The High School of Music & Art (en). Durant sa jeunesse, Tunick pratique la clarinette et écrit des arrangements pour son orchestre de danse. Il étudie la musique au Bard College et à la Juilliard School.

## Carrière
Tunick fait carrière à Broadway, il travaille notamment sur plusieurs comédies musicales de Stephen Sondheim, dont Follies et A Little Night Music. Il compose pour le cinéma et la télévision. Tunick signe des musiques de films, entre autres Un amour infini de Franco Zeffirelli et Jugez-moi coupable de Sidney Lumet. Il écrit des arrangements pour Birdcage de Mike Nichols, ainsi que des orchestrations pour Frankenstein Junior de Mel Brooks, ou encore Sweeney Todd : Le Diabolique Barbier de Fleet Street de Tim Burton.
Tunick écrit des arrangements musicaux pour, entre autres, Plácido Domingo, Barbra Streisand et Paul McCartney.

## Récompenses
Au cours de sa carrière, Jonathan Tunick reçoit les quatre récompenses majeures de l'industrie du spectacle aux États-Unis. Un Oscar lui est décerné en 1977 pour la meilleure adaptation musicale sur le film A Little Night Music d'Harold Prince. En 1982, il remporte un Emmy Award pour son travail sur l'émission télévisée Night of 100 Stars. Un Grammy lui est remis en 1988 pour les arrangements musicaux de No One is Alone, chanson interprétée par Cleo Laine dans la comédie musicale Into the Woods. En 1997, il reçoit le Tony Award de la meilleure orchestration pour son travail sur la comédie musicale Titanic. Il est introduit à l'American Theater Hall of Fame (en) en 2009.